# كالبوكو (بركان)
كالبوكو هو بركان طبقي يقع في جنوبي تشيلي بمنطقة لوس لاغوس. ثار البركان ما لايقل عن 10 مرات منذ عام 1837. آخر ثوران له كان يوم الأربعاء الموافق 22 أبريل 2015 وهو الأول منذ عام 1972.

## معرض صور

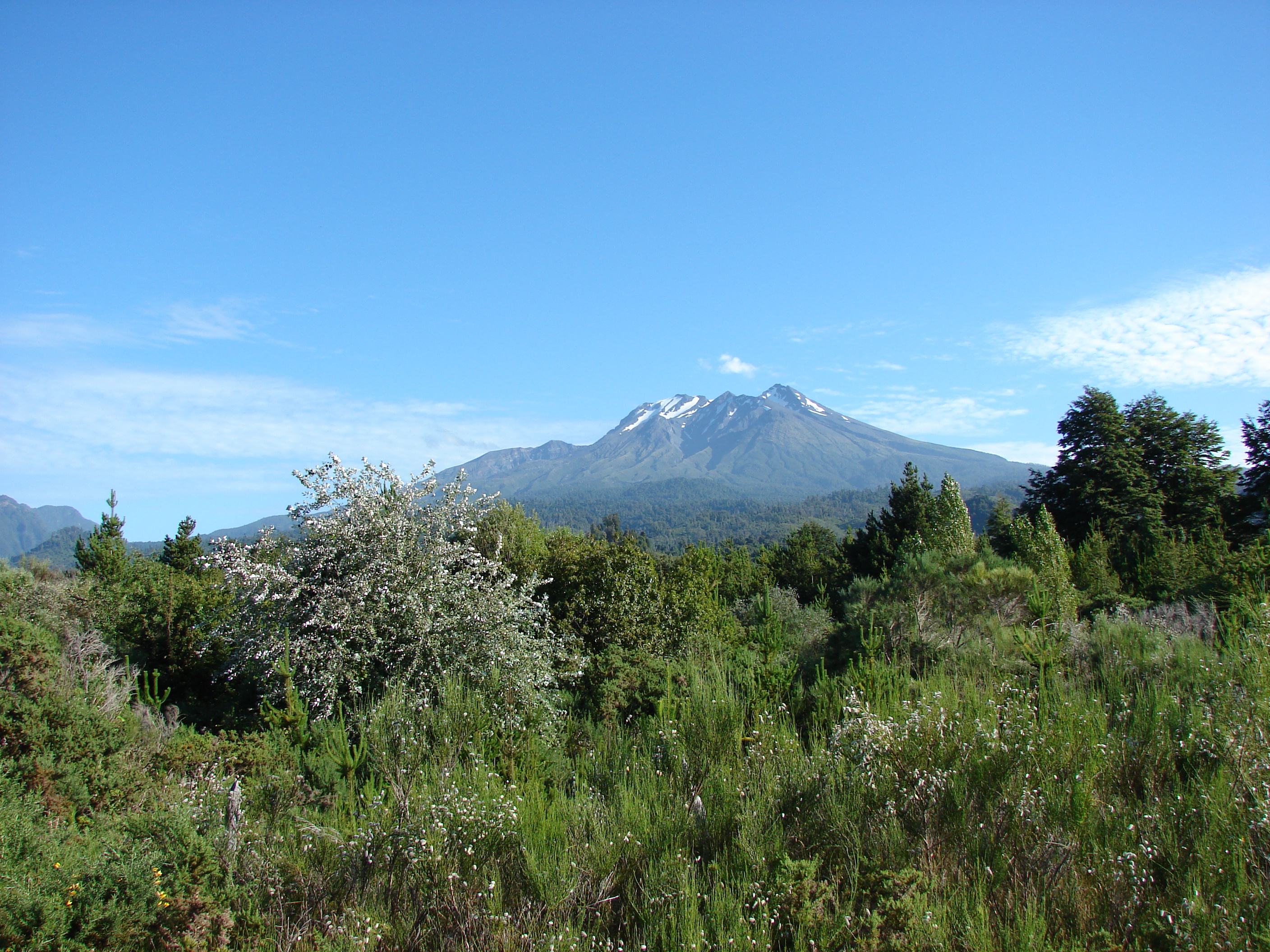
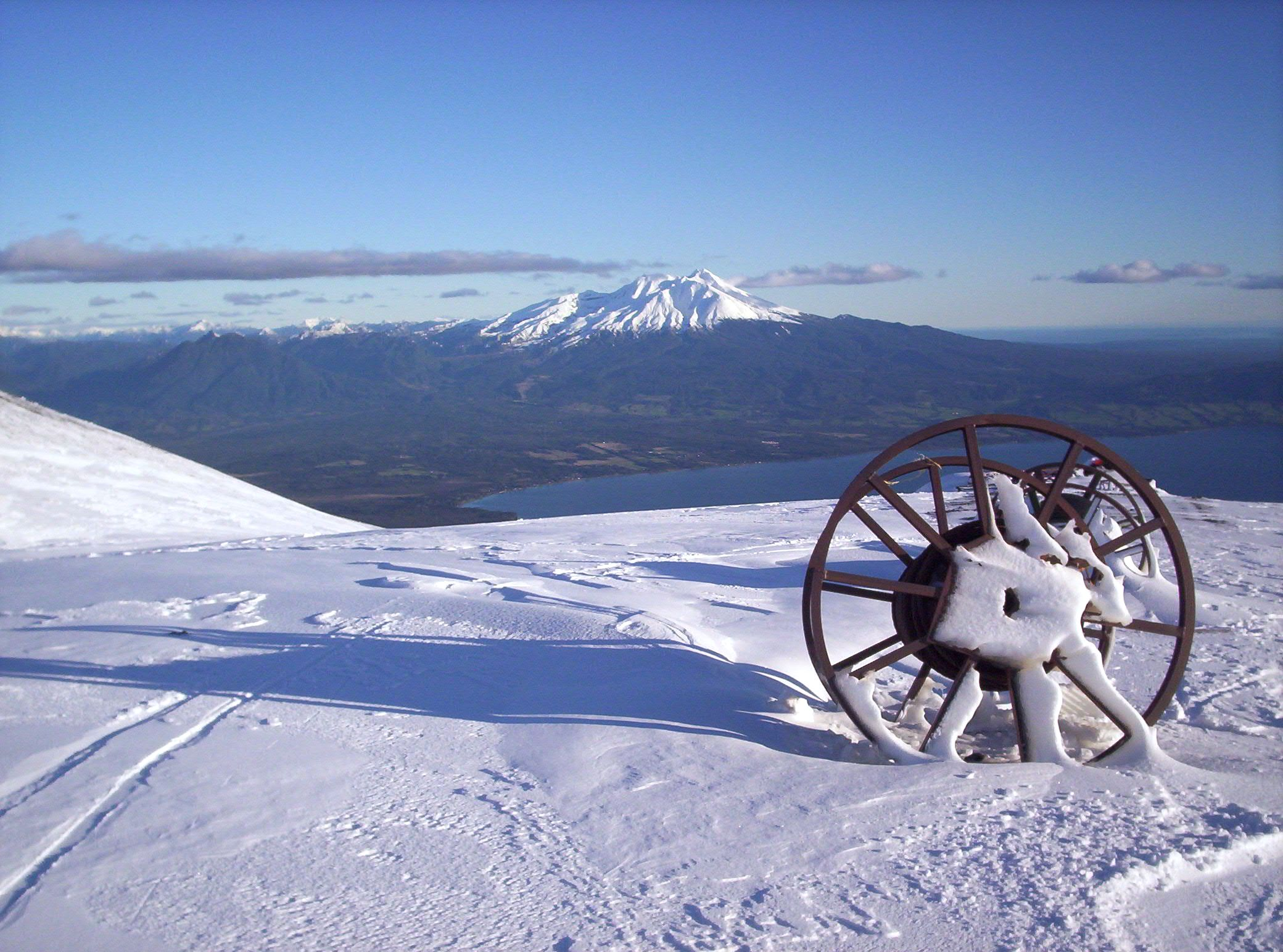
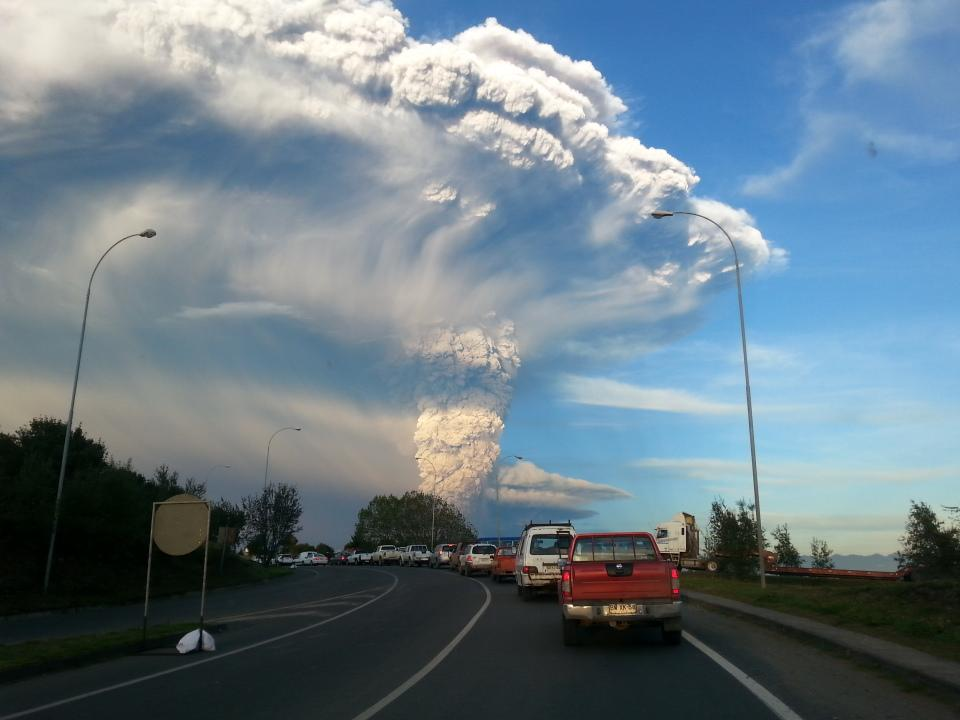
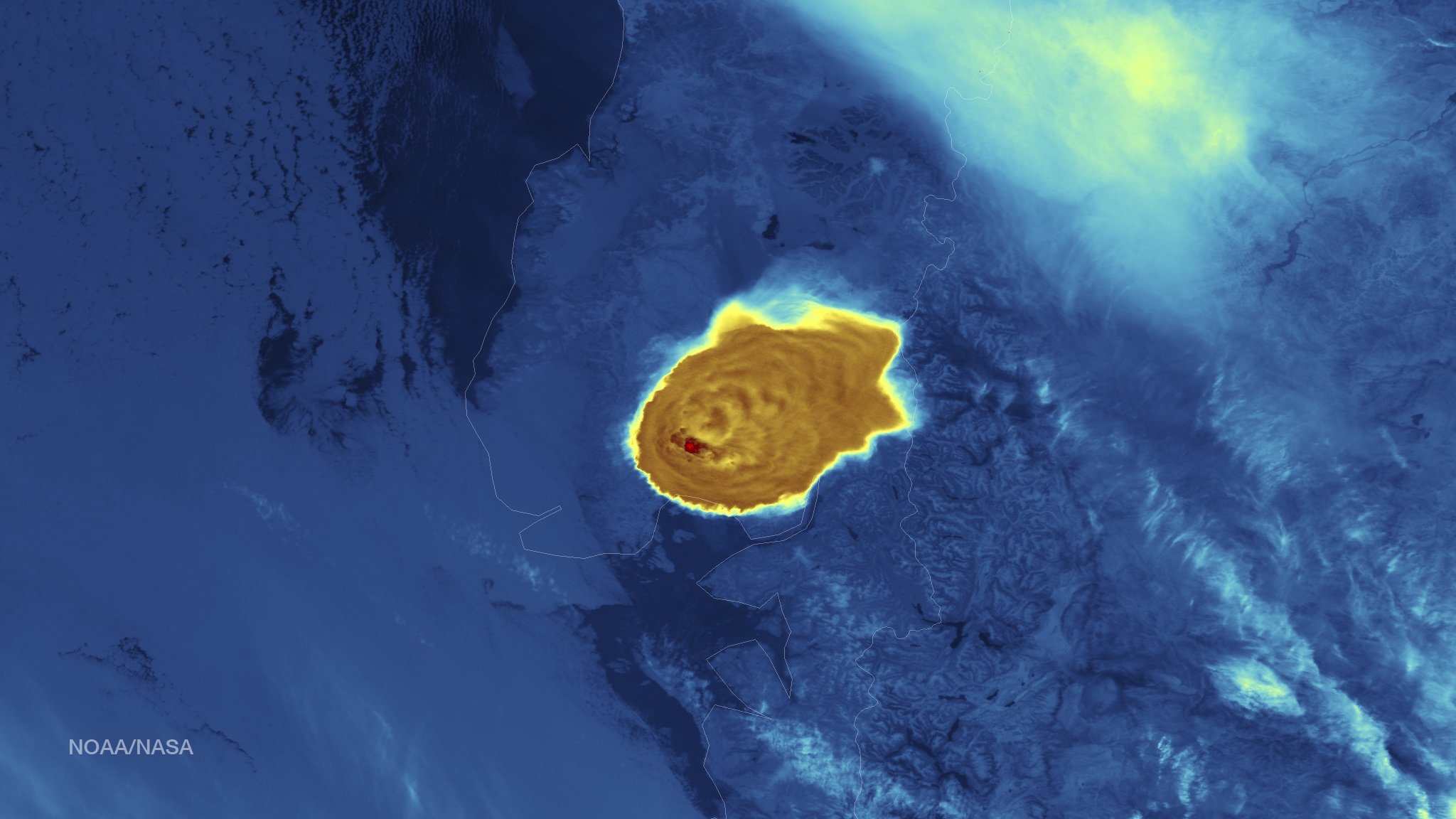